# Justine Kielland
Justine Kvaleng Kielland (* 22. November 2002 in Bærum) ist eine norwegische Fußballspielerin. Seit dem 1. Juli 2024 ist sie Vertragsspielerin des Bundesligisten VfL Wolfsburg.

## Karriere

### Vereine
Kielland begann für die in Fossum im Bezirk Grini im Nordosten von Bærum ansässige Fossum Idrettsforening mit dem Fußballspielen. Im weiteren Verlauf spielte sie  in der Jugendmannschaft von Stabæk Fotball, bevor sie zur Spielzeit 2018 in die erste Mannschaft aufgerückt, für diese in der Toppserien, der höchsten Spielklasse im norwegischen Frauenfußball, das erste Mal im Seniorinnenbereich zu Punktspielen kam. Ihr Debüt gab sie am 4. August 2018 im heimischen Nadderud-Stadion beim 2:0-Sieg über den Idrettsklubben Grand Bodø mit Einwechslung für Synne Jensen in der 90. Minute. Während ihrer Vereinszugehörigkeit – einschließlich der 19 Punktspiele in Spielzeit 2020 in der zweitklassigen 1. Divisjon – bis zum Ende der Spielzeit 2023 bestritt sie 80 Punktspiele, in denen sie vier Tore erzielte. Danach war sie in den Spielzeiten 2023 und 2024 für den Ligakonkurrenten SK Brann Bergen 23 Mal aktiv und erzielte ein Tor.
Zur Saison 2024/25 wurde sie vom Bundesligisten VfL Wolfsburg verpflichtet und mit einem bis zum 30. Juni 2027 datierten Vertrag ausgestattet. Ihre Premiere in der Bundesliga hatte sie am 22. September 2024 (3. Spieltag) beim 5:1-Sieg ihrer Mannschaft im Heimspiel gegen den 1. FC Köln mit Einwechslung für Janina Minge in der 71. Minute.

### Nationalmannschaft
Nachdem Kielland für die Nachwuchsnationalmannschaften des NFF der Altersklassen U18 und U23 in einem Zeitraum von drei Jahren bereits neun Länderspiele bestritten hatte, debütierte sie am 27. April 2024 in Stavanger im Play-off-Rückspiel der drittplatzierten Mannschaften der Liga A bei der Turnierpremiere der UEFA Women’s Nations League beim 5:0-Sieg über die Nationalmannschaft Kroatiens mit Einwechslung für Thea Bjelde zur zweiten Spielzeit.
Am 16. Juni 2025 wurde sie für die Endrunde der EM 2025 nominiert. Sie wurde lediglich im dritten Gruppenspiel eingewechselt als einige Stammspielerinnen geschont wurden, da die Norwegerinnen nach zwei gewonnenen Spielen bereits für das Achtelfinale qualifiziert waren. In diesem schieden die Norwegerinnen gegen die Italienerinnen durch ein Last-Minute-Gegentor aus.